# Land Rover LRX
O LRX é um protótipo de utilitário esportivo compacto da Land Rover. Foi apresentado na edição de 2008 do North American International Auto Show. É o modelo que depois se tornou a Evoque.